# Therese Schreiber
Therese Schreiber (* 20. Oktober 1889 in Pfaffenhofen an der Ilm; † nach 1960) wurde als österreichische Zeugin Jehovas deutscher Herkunft ein Opfer des Nationalsozialismus.

## Leben
Therese Schreiber übersiedelte von Bayern nach Wien, war dort ab 1925 mit Bibelforschern in Kontakt, empfing 1927 die Taufe als Bibelforscherin (ab 1931 als Zeugen Jehovas bezeichnet) im Römerbad in Wien und engagierte sich von da an im Predigtdienst. Sie besuchte mehrere Kongresse, unter anderem auch im Deutschen Reich. Ihr Geld verdiente sie als Verkäuferin in einem Sport- und Spielwarengeschäft. Nach dem Anschluss Österreichs lehnte sie es ab, der Deutschen Arbeitsfront beizutreten, und wurde daraufhin entlassen. 
Schon im klerikalfaschistischen Ständestaat hatte sie die Untergrundtätigkeit der Zeugen Jehovas unterstützt und war von deren Landesleiter August Kraft in die Arbeit an einem Vervielfältigungsgerät eingeschult worden. Sie vervielfältigte und verteilte illegal den Wachturm und fand neuerlich Arbeit in einem Geschäft. Sie wurde denunziert und am 31. Oktober 1939 von der Gestapo verhaftet und im Frühjahr 1940 ohne Prozess ins KZ Ravensbrück gebracht. Später wurde sie vom Landgericht Wien freigesprochen, da sie nicht aus politischen Motiven gehandelt habe, dennoch brachte die Gestapo sie erneut in „Schutzhaft“ ins KZ Ravensbrück. Im Frühjahr 1943 wurde sie ins KZ St. Lambrecht, ein Nebenlager des KZ Mauthausen, gebracht. Dort wurde sie am 11. Mai 1945 von britischen Truppen befreit. 
Nach dem Zweiten Weltkrieg blieb sie den Zeugen Jehovas treu, vervielfältigte wieder deren Literatur und leitete mehrere Jahre eine Bibelgruppe im 10. Wiener Gemeindebezirk.